# Air21 Express
 (octobre 2019).
Air21 Express étaient une équipe professionnelle de basket-ball dans la Philippine Basketball Association (PBA) qui a fait ses débuts dans la saison 2011-12. L'équipe a fait ses débuts en tant que Shopinas.com Clickers au cours de la Coupe des Philippines PBA 2011-12. En 2014, la franchise a été vendue à Manille North Tollways Corporation (filiale de Metro Pacific Investments Corporation) pour être rebaptisée NLEX Road Warriors.